# Barbara Törnquist-Plewa
Barbara Törnquist-Plewa (ur. 4 grudnia 1960 w Szydłowcu) – polska slawistka, historyk kultury, europeistka i kulturoznawca Europy Środkowej.

## Życiorys
Urodziła się w 1960 roku w Szydłowcu. Spędziła tu całe swoje dzieciństwo, uczęszczając do PSP nr 1. im. Jana III Sobieskiego, a od 1975 do I LO im. H. Sienkiewicza. Po złożonym egzaminie dojrzałości rozpoczęła studia slawistyczne i kulturoznawcze na Uniwersytecie Jagiellońskim, w trakcie których wyjechała do Szwecji do Lund. Tam też, po odbyciu staży akademickich na Uniwersytecie Warszawskim i Kalifornijskim w Berkeley, rozpoczęła pracę naukową. Uniwersytet w Lund na początku października 2004 roku przyznał jej nominację na profesora nauk humanistycznych o specjalności Studia nad Europą Środkowowschodnią i rok później została dyrektorem Katedry Studiów nad Europą Środkową i Wschodnią. W Szwecji Barbara Törnquist-Plewa założyła rodzinę, ma dwoje dzieci Magnusa i Weronikę.

## Publikacje
1. The Wheel of Polish Fortune: Myths in Polish Collective Consciousness during the First Years of Solidarity (ang.), 1992
2. Collective Identities in an Era of Transformations. Analysing Developments in East and Central Europe and the Former Soviet Union (ang), 1998
3. Vitryssland : Språk och nationalism i ett kulturellt gränsland (szw.), 2001
4. Haperende natievorming. Die Unie Tussen Wit-Rusland en Rusland (szw.), 2002
5. Nationsbildningsprocesser i Karpaterna: rusynerna och Andrew Warhol (szw.), 2002
6. The Complex of the Unwanted Child: Meanings of Europe in Polish National Discourse (ang.), 2002
7. Mordet i Jedwabne – en utmaning för polackernas kollektiva minne. En analys av den polska debatten kring Jan Gross bok „Sąsiedzi” (”Grannar”) (szw.), 2003
8. The Jedwabne Killings – A Challenge for Polish Collective Memory (ang.), 2003
9. Östutvidgning eller Västutvidgning? (szw.), 2003
10. The Balkans in Focus: Cultural Boundaries in Europe (ang.), Sztokholm 2003
11. Enade vi stod? Postsovjetiska berättelser om andra världskriget i Vitryssland, (ang.), 2004
12. Några reflexioner kring EU:s östutvidgning (szw.), 2004, razem z Mattiasem Nowakiem
13. East goes West or West goes East (ang.), 2005
14. Language and Belarusian Nation-Building in the Light of Modern Theories on Nationalism (ang.), 2005
15. Diabeł tkwi w szczegółach. Uwagi na temat szwedzkiego tłumaczenia powieści Czesława Miłosza „Dolina Issy” (pol.), Sztokholm 2006
16. Remembering World War II in Belarus, A Struggle between Competitive Historical Narratives (ang.), 2006
17. Tale of Szydlowiec. Memory and Oblivion in a Former Shtetl in Poland (ang.), 2006
18. A Tale of a Former Shtetl: The Memory of Jews and the Holocaust in Poland (ang.), 2007
19. Borderlands and Identity. Reflections on Antonina Kloskowskas’s model of identification (ang.), 2007
20. Flygande universitetets återkomst. Underjordisk undervisning som en motståndsstrategi i det polska samhället (szw.), 2007
21. Homophobia and Nationalism in Poland (ang.), 2007
22. Svenska Stödkommittéen för Solidaritet i Lund (szw.) (wyd. ang.: The Swedish Solidarity Support Committee and Independent Polish Agency in Lund), Lund 2007
23. Skandinavien Och Polen: M'Oten, Relationer Och 'Omsesidig Paverkan (szw.), Lund 2007